# Valongo (Cerdedo-Cotobade)
Valongo (oficialmente y en gallego: San Andrés de Valongo) es una parroquia del concello de Cerdedo-Cotobade, en la comarca de Tabeirós - Tierra de Montes, provincia de Pontevedra, Galicia, España.